# Annia Rivera
Annia Rivera (* 13. August 1991 in Santiago de Cuba) ist eine ehemalige kubanische Wasserspringerin, die im 10-m-Turm- und Synchronspringen antrat.
Rivera nahm ab 2007 an internationalen Wettkämpfen teil und bestritt bei der Weltmeisterschaft 2009 in Rom ihre ersten großen Titelkämpfe. Vom Turm schied sie im Einzelwettbewerb nach dem Vorkampf aus, im Synchronwettbewerb erreichte sie mit Yaima Mena das Finale und wurde Zwölfte. Ihren sportlich bislang größten Erfolg feierte Rivera bei den Panamerikanischen Spielen 2011 in Guadalajara. Vom Turm belegte sie im Einzel Rang sieben, mit Mena gewann sie im Synchronwettbewerb die Bronzemedaille. Rivera qualifizierte sich im Turmspringen für die Olympischen Spiele 2012 in London. Dort belegte sie den 25. Platz.